# 黒木清次
黒木清次（くろき せいじ、1915年5月2日 - 1988年8月22日）は、日本の作家、詩人。 
宮崎県西諸県郡須木村生まれ。宮崎師範学校（のち宮崎大学）卒。小学校教員となる。1938年に富松良夫らと同人誌『龍舌蘭』を創刊。太平洋戦争中は上海に渡り、『上海文学』を創刊する。43年「棉花記」で芥川賞候補。戦後、宮崎市の日向日日新聞社（現・宮崎日日新聞社）勤務、のち同社社長。

## 著書
- 『乾いた街 詩集』竜舌蘭社 1961
- 『蘇州の賦 黒木清次短篇集』宮崎芸術創作家協会 1966 南方手帖シリーズ
- 『風景 詩集』竜舌蘭社 1966
- 『日向のおんな』五月書房 1971 のち鉱脈社・みやざき21世紀文庫
- 『朝の鶴 詩集』鉱脈社 1978
- 『黒木清次小説集』鉱脈社 1987
- 『黒木清次詩集』黒木清次詩集編集委員会編 本多企画 1990
- 『黒木清次の仕事』黒木榕、黒木梓編 黒木悦子 1994
- 『新日向滑稽通信』黒木悦子 1994

## 参考
- みやざきの101人:
- 芥川賞のすべて・のようなもの: